# 伊達車站
伊達車站（日语：／ Date eki */?）是一由東日本旅客鐵道（JR東日本）所經營的鐵路車站，位於日本福島縣伊達市細谷12番地，是東北本線沿線的車站之一。伊達車站是一個由JR東日本委託子公司東北綜合服務（東北総合サービス）經營的業務委託車站，實際站務管理單位為福島車站，也是仙台分社下轄的車站之一。伊達車站在1895年首度啟用時，當時經營本站的日本鐵道是以所在地村級行政區劃伊達郡「長岡村」來替車站命名，而稱為長岡車站。但由於站名與信越本線上的長岡車站重名，因此在1924年時改以郡名來作為車站名，而改名為今日的「伊達」。至於長岡村則在之後町制實施與町村合併的行政區重新規劃中，成為伊達町的一部份，並在之後再改制為伊達市。
除了JR東日本的客運業務外，1987年日本國鐵分割民營化時，日本貨物鐵道（JR貨物）原本也有在伊達車站內設有貨運站，但1997年時貨運列車停駛，而貨運站則在2007年時完全廢站，不再接受貨運相關業務。除此之外，在1971年（昭和46年）之前，伊達車站前原本設有隸屬於福島交通坂東線沿線的路面電車停車站。
2002年時，伊達車站因為其木造的武家造風格之站舍，獲選為東北車站百選之列。

## 車站結構
對向式月台2面2線的地面車站。

### 月台配置
| 月台 | 路線      | 方向 | 目的地   |
| ---- | --------- | ---- | -------- |
| 1    | ■東北本線 | 上行 | 福島方向 |
| 2    | ■東北本線 | 下行 | 仙台方向 |

## 相鄰車站
東日本旅客鐵道
■東北本線
□快速「仙台城市快速」、■普通
東福島－伊達－桑折

## 外部連結
- （日語）伊達車站（JR東日本） （页面存档备份，存于）